# Jelenča
Jelenča (em cirílico: Јеленча) é uma vila da Sérvia localizada no município de Šabac, pertencente ao distrito de Mačva, na região de Mačva. A sua população era de 1706 habitantes segundo o censo de 2011.

## Demografia
| 1948 | 1953 | 1961  | 1971  | 1981  | 1991  | 2002  | 2011  |
| ---- | ---- | ----- | ----- | ----- | ----- | ----- | ----- |
| 526  | 607  | 1 133 | 1 579 | 1 950 | 1 902 | 1 803 | 1 706 |